# Alexander Nikiforow

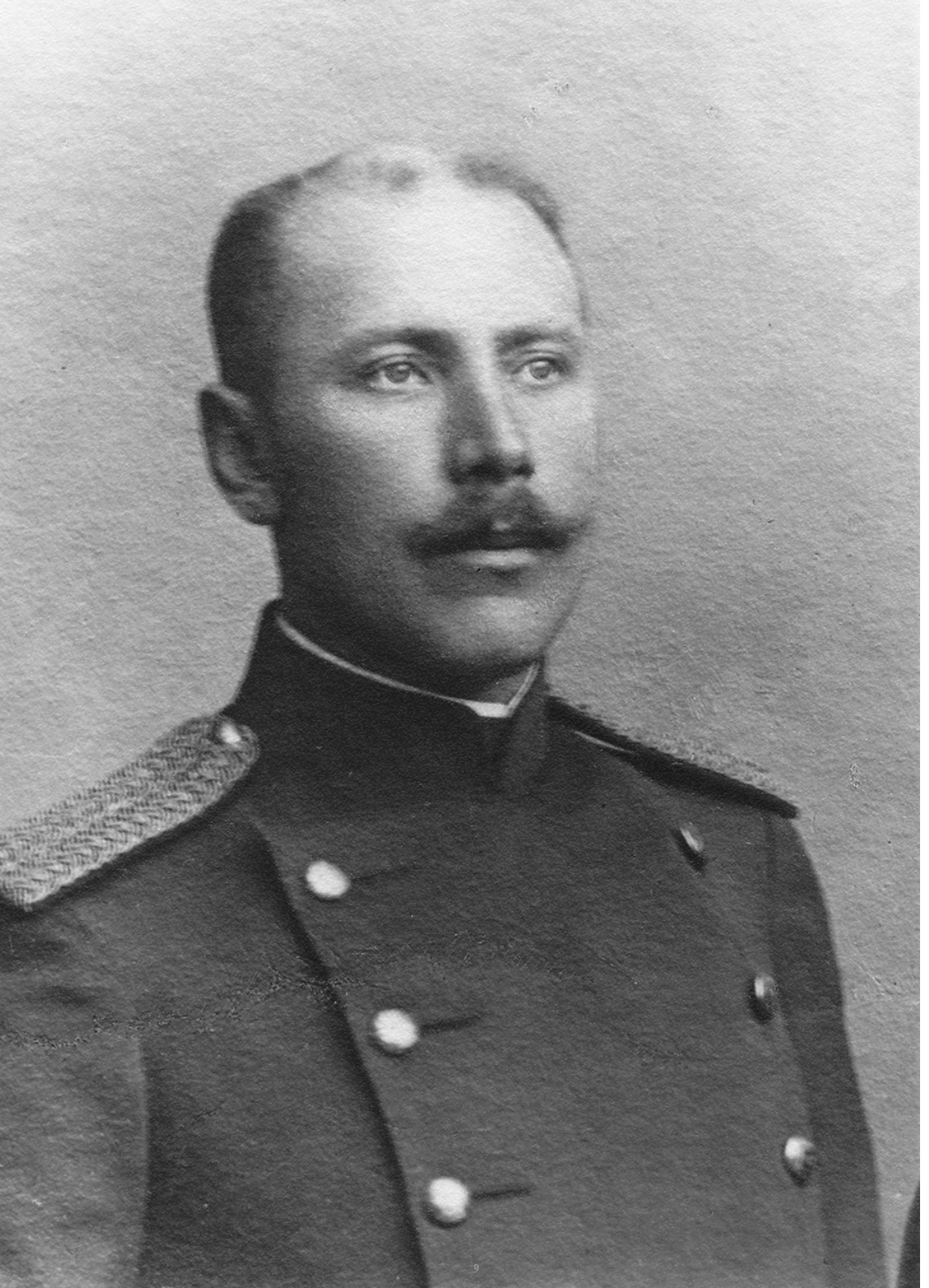
Alexander Nikiforow (1863-1918) var polistjänsteman 1884-1901 och 1905-1917.

Alexander Nikiforow, född 11 september 1863, död 31 januari 1918 på Brändö i Helsingfors, Finland, var en rysk polistjänsteman i Helsingfors 1884-1901 och 1905-1917. Han arbetade också under sitt liv som ägare av kolonialvaruhandeln A. Nikiforow (1901-1905) och som kinematografcensur (filmcensur). År 1915, då tsar Nikolaj II besökte Helsingfors, kan man se Alexander Nikiforow i den kända filmen av tsarens ankomst. Han gifte sig med Sofia Elisabet Karlsson och fick barnen Boris, Sonja, Nadeschda, Vera, Ljuba och Svea Irene Nikiforow. År 1918 mördades Alexander Nikiforow på Brändö av röda revolutionärer.

## Karriär
Alexander Nikiforow gick med i centralpolisen 1884. 1893 utnämndes han till kommissarie vid huvudkontoret. År 1901 tvingades Nikiforow ta avsked från centralpolisen på den Bobrikov-utnämnda guvernören av Nyland, generalmajor Kaigorodovs befallning.
Efter avskedandet återvände Alexander Nikiforow till sin handel i hörnet av Annegatan 20 och Lönnrotsgatan 9. Denna flyttades dock senare till Fredriksgatan 22. Handeln sålde bland annat kolonialvaror, frukter och alkoholprodukter. Firman, vars namn var A. Nikiforow, hemlevererade även varor inom Helsingfors. Under tiden som handlande valdes Nikiforow till Helsingfors Djurskyddsförenings och föreningen Djurvännernas ombudsman.
År 1905 återupptogs Nikiforow som kommissarie vid centralpolisen och han sålde samma år firman A. Nikiforow till G. Engström som fortsatte handeln under samma namn. Under de följande åren fick Nikiforow även sysslan som kinematografcensur (filmcensur) vid Alexandersgatan 24(senare Alexandersgatan 26). I mars 1917 tog Alexander Nikiforow del i delegationen som representerade polisstyrkan åt den nya riksduman. Senare samma år bestämde sig Alexander för att ta avsked från poliskåren.

## Rättegång mot f.d. senator Langinkoski
I mars 1907 fann sig Nikiforow som vittne i målet om polismästaren Berg kontra de avskedade poliskonstaplarna E. J. Leivo, A. Hämäläinen med flera. Nikiforow och flera andra i polistjänsten vittnade på ed på polismästare Bergs sida. Svaren var dock motsatsen till vad de svarandes vittnen berättade.
F.d. senator Langinkoski som förde de svarandes talan, hade då anklagat Nikiforow för falskt vittnesmål. Stadsfiskal Albrecht hade frågat hur Langinkoski hade kunnat beskylla ett vittne för att ha talat osanning. Langinkoski hade då svarat med att man måste uppträda så mot "sådana personer"
Nikiforow och Albrecht kom att senare samma månad stämma Hj. Langinkoski för ärekränkning. Rättegången vanns av åklagarna och Langinkoski tvingades betala 300 mark, 150 mk åt Nikiforow och 150 mk åt Albrecht.

## Mord
Den 31 januari 1918 anlände en grupp rödgardister till Brändö. De omringade Alexander Nikiforows villa och drog ut honom och hans son Boris ut på isen mellan Brändö och Sörnäs. Där hade en av männen gett ordern om att skjuta och ett skott genom huvudet fällde Nikiforow genast. Samtidigt sköts även Boris, dock inte dödligt. Nikiforows kropp blev kvar på isen men sänktes senare ner i en vak. Boris lyckades släpa sig tillbaka till Brändö och fördes därifrån till kirurgiska sjukhuset. Nikiforows kropp hittades cirka en månad senare. De inblandade dömdes senare till döden.